# 忌野清志郎 トランジスタ・ラジオ
『忌野清志郎 トランジスタ・ラジオ』（いまわのきよしろう トランジスタ・ラジオ）は、2015年5月3日の22時 - 22時59分にNHK BSプレミアム「プレミアムドラマ」で放送されたテレビドラマ。
2009年に亡くなったロックスター・忌野清志郎の高校生時代を描いたドラマである。
後日2015年12月27日の13時30分 - 15時に、60分枠に編集する前の「完全版」が放映された。

## あらすじ
東京都立日野高等学校の新入生・坂口雅彦は、家のTVで目を奪われたバンド「RCサクセション」のボーカル・忌野清志郎こと栗原清志が同じ日野高校の3年生と知り、憧れを募らせる。そんな中、屋上で出会った美少女・美智代から清志郎と間違えられ、雅彦は美智代の前で「清志郎のフリ」をすることになる･･･。

## 作品概要
- このドラマは、清志郎の姿は劇中でほとんど登場しない。「清志郎に憧れ、清志郎に間違えられた高校生が、清志郎の後姿を追いかけていく」姿を描くことで、忌野清志郎こと栗原清志の青春群像を「間接的に」描いたものとなっている。
- 清志郎が在学していた都立日野高校がそのままロケ舞台となり、秘蔵といえる、高校在学中の演奏テープや絵画作品が劇中で使われている。
- 田辺誠一が演じる小林先生は、『ぼくの好きな先生』のモデルとして知られる小林春雄氏。

## キャスト
- 坂口雅彦（日野高校1年生）：渡辺大知[4]（初老期：リリー・フランキー[4]）
- 永嶋美智代（謎の美少女）：中条あやみ[4]（初老期：原田美枝子[4]）
- 小林（美術部顧問）：田辺誠一[4]
- 雅彦の母：櫻井淳子[4]
- 校長：竹中直人[4]
- 栗原竜平[注 1]
- 小野花梨[4]、吉村界人[6]、あらいすみれ[4]、藤原薫[4]、広田亮平、キック、小磯勝弥[4]、たなかさと[7]、蔵内秀樹[4]

ほか

## スタッフ
- 脚本・演出：戸田幸宏（NHKエンタープライズ）
- 音楽：矢野顕子
- タイトルデザイン：百世（momoyo）[注 2]
- 映像協力：ユニバーサルミュージック合同会社、テレビ神奈川
- ロケ協力：東京都立日野高等学校、日野映像支援隊、東京ロケーションボックス、多摩美術大学
- プロデュース：菱田光彦（テレパック）
- 取材協力：ベイビィズ、湊剛
- 制作協力：テレパック
- 制作統括：鈴木真美、吉田宏徳
- 制作プロダクション：NHKエンタープライズ
- 制作著作：NHK